# Скопненко Олександр Іванович
Скопненко Олександр Іванович (нар. 25 січня 1971, с. Чорногородка, Макарівський район, Київської області) — український мовознавець. Кандидат філологічних наук (1997). Старший науковий співробітник (з 2006).

## Біографія
Закінчив 1993 р. Київський університет ім. Т. Шевченка. Здобув кваліфікацію спеціаліста-філолога, викладача української мови та літератури, білоруської мови та літератури.
Упродовж 1993—1996 рр. навчався в аспірантурі Інституту мовознавства імені О. О. Потебні НАН України за фахом «Білоруська мова» (науковий керівник — академік НАН України Г. П. Півторак).
З 1996 р. працював у відділі загальнославістичної проблематики та східнослов'янських мов. З 2017 р. — заступник директора Інституту мовознавства імені О. О. Потебні.

## Наукова діяльність
Автор понад 60 праць у галузі діалектології, фразеології, пареміології, лексикографії та лексикології української мови. Досліджує питання кодифікації та нормалізації української й білоруської літературних мов. Упорядник словників різних типів. Серед наукових зацікавлень — історія мовознавства та проблеми художнього перекладу.

## Відзнаки
Лауреат премії НАН України для молодих учених (2002). Лауреат премії НАН України ім. О. О. Потебні (2010).

### Праці

#### Монографія

- «Берестейсько-пинські говірки: генеза і сучасний стан» (2001).

#### Словники
- «Словник іншомовних слів» (2000; співукладач).
- «Фразеологія перекладів Миколи Лукаша: словник-довідник» (2002; співукладач).
- «Російсько-український словник» (2002; співукладач).
- «Російсько-український словник-довідник» (2005; співукладач).
- «Сучасний словник іншомовних слів» (2006; співукладач).
- «Білорусько-український словник» (2006; співукладач).
- «Українсько-російський словник» (2007; співукладач).
- «Сучасний словник-мінімум іншомовних слів» (2008; співукладач).
- «Російсько-український словник-довідник» (2008; співукладач).
- «Український орфографічний словник» (2009; член редколегії).

#### Енциклопедія
- «Мала філологічна енциклопедія» (2007; співукладач).

#### Статті
- Мовна ситуація в Білорусі і проблеми норм білоруської літературної мови // Державність української мови і мовний досвід світу. — К., 2000. — С. 60—71.
- Кадыфікацыйныя тэндэнцыі ў беларускай і ўкраінскай літаратурных мовах XX ст.: Тыпалогія і спецыфіка // Беларуская мова: Шляхі развіцця, кантакты, перспектывы: Матэрыялы III Міжнар. кангрэса беларусістаў «Беларуская культура ў дыялогу цывілізацый» (Мінск, 21-25 мая, 4-7 снеж. 2000 г.). — Мн.: Беларускі кнігазбор. — 2001. — С. 123—131.
- Кодифікація сучасної білоруської літературної мови на українському тлі // Компаративні дослідження слов'янських мов і літератур. Пам'яті Л. Булаховського: Зб. наук. праць. — Вип. 6. — К. : Бібліотека українця, 2006. — С. 146—151.
- Паремії в мові перекладів Миколи Лукаша // Українська мова. — 2006. — № 4. — С. 25—44 (співавтор).
- Принципи відбиття фразеологічної синонімії в слов'янській лексикографії та засади створення індивідуально-авторського словника фразеологічних синонімів // Мовознавство. — 2007. — № 4-5. — С. 50-56 (співавтор).
- Засади кодифікації в українській та білоруській літературних мовах (20-ті — поч. 30‑х рр. XX ст.) // Мовознавство. — 2010. — № 2-3. — С. 168—175.
- Елементи північноукраїнського походження в мові перекладу Миколи Лукаша // Волинь-Житомирщина: Історико-філологічний зб. з регіональних проблем. — 2010. — № 22 (І) — С. 374—383 (співавтор).
- Українська та білоруська літературні мови XX ст. крізь призму Полісся // Волинь-Житомирщина: Історико-філологічний зб. з регіональних проблем. — 2010. — № 22 (І) — С. 159—164.